# Gotlands marindistrikt
Gotlands marindistrikt (MDG), var ett marindistrikt inom svenska marinen som verkade i olika former åren 1928–1956. Förbandsledningen var förlagd i Visby garnison i Visby.

## Historik
Gotlands marindistrikt bildades som ett krigsförband den 1 januari 1928. Bakgrunden var avsaknaden av klara befälsförhållanden samt en enhetlig ledning för de svenska kustområdena i krig eller vid krigsfara. Genom försvarsbeslutet 1925 kom territorialvattnet längs den svenska kusten att delas in i marindistrikt, där Gotlands marindistrikt var ett av sex marindistrikt. Marindistriktet omfattade territorialvattnet, det marina försvarsområdet samt den del som utgjorde landterritorium. Genom försvarsbeslutet 1936 beslutades att de samtliga marindistrikten skulle fredsorganiseras från den 1 juli 1937. Med den nya organisationen kom marindistrikten omfatta stab, personalavdelning, intendenturförvaltning, sjukvårdsförvaltning, kameralkontor, och från 1 augusti 1939 tillkom fartygsdepåer, örlogsdepåer. Åren 1939–1945 bestod marindistriktet även av Visbyavdelningen med tillhörande fartygsdetachement, fiskfördelningscentral samt en kustbevakningsavdelning.
Under 1957 skulle fyra av de sex marindistrikten omorganiseras till marinkommando, samt två marindistrikt som skulle upplösas och avvecklas. Gotlands marindistrikt var ett av de två marindistrikten. Den 31 december 1956 upplöstes Gotlands marindistrikt och dess uppgifter övertogs av Ostkustens marindistrikt, vilket omorganiserades under 1957 till Marinkommando Ost. Åren 1957–1958 ingick marindistriktet som Visby marina bevakningsområde (BoVi) i Marinkommando Ost.

## Förläggningar och övningsplatser
Inledningsvis var staben och förbandsledningen för Gotlands marindistrikt förlagd till Stockholm. År 1939 omlokaliserades staben från fastlandet till S:t Hansgatan 53 i Visby.

## Förbandschefer
Åren 1933–1937 var chefen för Ostkustens marindistrikt tillika chef för Gotlands marindistrikt, åren 1942–1956 var chefen för VII. militärområdet tillika chef för Gotlands marindistrikt.

- 1933–1937: Charles de Champs (i egenskap av C MDO)
- 1937–1938: Göran Wahlström
- 1938–1942: Erik Braunerhielm
- 1942–1948: Samuel Lars Åkerhielm
- 1948–1955: Ivar Backlund
- 1955–1955: Thord C:son Bonde
- 1955–1956: Hilding Kring

## Namn, beteckning och förläggningsort
| Gotlands marindistrikt | 1928-01-01 | – | 1956-12-31 |

| MDG | 1928-01-01 | – | 1956-12-31 |

| Stockholms garnison (F) | 1928-01-01 | – | 1939-??-?? |
| Visby garnison (F)      | 1939-??-?? | – | 1956-12-31 |